# Balian Buschbaum
Balian Buschbaum, född den 14 juli 1980 i Ulm som Yvonne Buschbaum, är en tysk före detta friidrottare som tävlade i stavhopp.
Buschbaums genombrott kom när han blev fyra vid junior-VM 1998. Samma år blev han bronsmedaljör vid EM i Budapest. Vid VM i Sevilla 1999 slutade Buschbaum på fjortonde plats med ett hopp på 4,15. 
Vid Olympiska sommarspelen 2000 blev Buschbaum sexa, och vid VM 2001 i Edmonton sjua med ett hopp på 4,45. 2002 blev Buschbaum både silvermedaljör vid EM-inomhus och bronsmedaljör vid EM-utomhus. Hans sista mästerskap blev VM 2003 där han slutade sexa på höjden 4,50.
Under 2007 genomgick Buschbaum en könskorrigering med hormonbehandling för att få sin önskade kropp, en mans. Han tog sig namnet "Balian" efter smeden i filmen Kingdom of Heaven.

## Personligt rekord
- Stavhopp - 4,70 meter